# トロサ (スペイン)

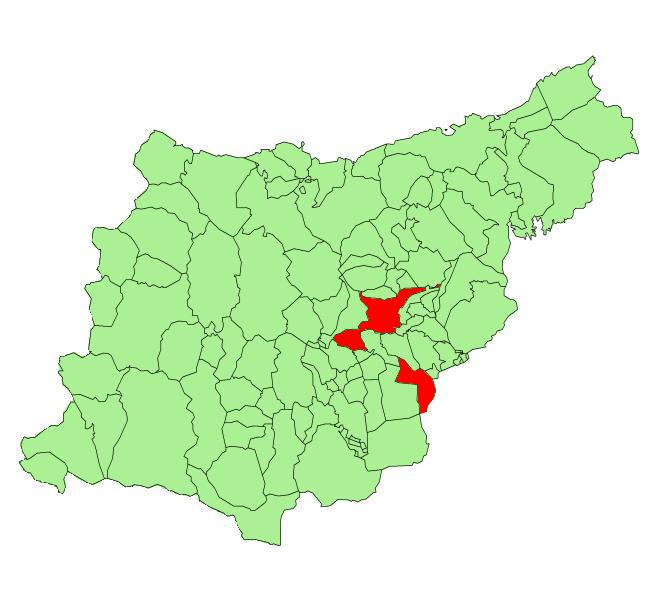

トローサ （バスク語、カスティーリャ語:Tolosa）は、スペイン、バスク州、ギプスコア県のムニシピオ（基礎自治体）。オリア川谷に位置する。広範にわたる産業企業（建設業および製紙業が目立つ）があり、その他医療サービス業、銀行業、商業、公営企業がある。

## 由来
トローサは、フランスの都市トゥールーズ（ラテン語・オック語でTolosa トローサ）に由来する。1256年、カスティーリャ王アルフォンソ10世が憲章を与えトローサを建設した。当時の慣習として、既にある高名な都市の名を新しい町に付けたものである。ポルトガルにも同名の町がある。

## 歴史
自治体内のサン・エステバン地区からは、およそ9000年前の定住地跡が発掘された。
ローマ化、キリスト教の伝来などギプスコア県の中世初期は明らかになっていない。1200年にギプスコアはカスティーリャの一部となった。ナバーラ王国との国境に近いトローサ、オルディシア、セグーラは防衛が強化された。トローサの原型はオリア川に浮かぶ島で、監視塔を備え6つの門を構えた城壁に完全に囲まれていた。1282年にトローサは大火で焼け、サンチョ4世が新たな憲章を与えて町を復興させた。フェルナンド4世、アルフォンソ11世もトロサの特権を承認した。
国民公会戦争（es）でスペインへ侵入したフランス軍は、1794年8月9日、トローサを占領した。スペイン独立戦争でも再度占領の憂き目に会った。ナポレオンの遠征軍は、トローサ近郊でゲリラ戦に悩まされた。
1872年から1876年の第三次カルリスタ戦争では、カルリスタが掌握する主要都市の1つとなった。

## 人口
| トローサの人口推移 1900－2010                           |
|                                                         |
| 出典:INE（スペイン国立統計局）1900年 - 1991年、1996年 - |

## 政治
自治体首長はビルドゥのイバイ・イリアルテ・サン・ビセンテ（Ibai Iriarte San Vicente）で、自治体評議員はビルドゥ：8、バスク民族主義党（EAJ-PNV）：7、エウスカディ社会党（Partido Socialista de Euskadi-Euskadiko Ezkerra、PSE-EE）：1、アララール（Aralar）：1となっている（2011年5月22日の自治体選挙結果、得票順）。
| 1999年6月13日自治体選挙 |        |        |          |
| 政党                    | 得票数 | 得票率 | 獲得議席 |
| EH                      | 3,650  | 37.73% | 7        |
| EA/EAJ-PNV              | 3,349  | 34.61% | 7        |
| PP                      | 1,164  | 12.03% | 2        |
| PSE-EE                  | 750    | 7.75%  | 1        |
| IU-EB                   | 420    | 4.34%  | 0        |
| EHB                     | 162    | 1.67%  | 0        |

| 2003年5月25日自治体選挙 |        |        |          |
| 政党                    | 得票数 | 得票率 | 獲得議席 |
| EAJ-PNV                 | 3,225  | 41.45% | 8        |
| EA                      | 1,979  | 25.43% | 4        |
| PP                      | 951    | 12.22% | 2        |
| PSE-EE                  | 801    | 10.29% | 2        |
| EB-IU                   | 557    | 7.16%  | 1        |
| EKA-PC                  | 153    | 1.97%  | 0        |

| 2007年5月27日自治体選挙 |        |        |          |
| 政党                    | 得票数 | 得票率 | 獲得議席 |
| EAJ-PNV                 | 3,203  | 50.16% | 9        |
| EA                      | 988    | 15.47% | 3        |
| PSE-EE/PSOE             | 746    | 11.68% | 2        |
| EB-B/A                  | 704    | 11.02% | 2        |
| PP                      | 577    | 9.04%  | 1        |

| 2011年5月22日自治体選挙 |        |        |          |
| 政党                    | 得票数 | 得票率 | 獲得議席 |
| EA-ALTERNATIBA          | 3,804  | 40.53% | 8        |
| EAJ-PNV                 | 3,629  | 38.66% | 7        |
| PSE-EE(PSOE)            | 586    | 6.24%  | 1        |
| ARALAR                  | 475    | 5.06%  | 1        |
| PP                      | 464    | 4.94%  | 0        |
| EB-B                    | 202    | 2.15%  | 0        |
| H1!                     | 83     | 0.88%  | 0        |

### 司法行政
トローサはトローサ司法管轄区に属し、同管轄区の中心自治体である。

## 出身者
- ミケル・アロンソ
- シャビ・アロンソ
- フアン・マヌエル・リージョ

## 姉妹都市
- ユスタリッツ、フランス
- ビル・ラフルー、西サハラ